# (292160) Davefask
(292160) Davefask est un astéroïde de la ceinture principale.

## Description
(292160) Davefask est un astéroïde de la ceinture principale. Il fut découvert le 14 septembre 2006 à Mauna Kea par Joseph Masiero. Il présente une orbite caractérisée par un demi-grand axe de 2,56 UA, une excentricité de 0,12 et une inclinaison de 14,1° par rapport à l'écliptique.

## Compléments